# Perico Fernández
Pour les articles homonymes, voir Perico et Fernández.
Pedro Fernández Castillejos, dit Perico Fernández, est un boxeur espagnol né le 19 octobre 1952 à Saragosse et mort le 11 novembre 2016 dans la même ville. 

## Carrière
Passé professionnel en 1972, Perico Fernández devient champion d'Espagne des poids légers l'année suivante puis champion d'Europe EBU des poids super-légers le 26 juillet 1974. Fernández remporte ensuite le titre vacant de champion du monde WBC de la catégorie le 21 septembre 1974 après sa victoire aux points contre Lion Furuyama. Battu le 15 juillet 1975 par Saensak Muangsurin, il devient champion EBU des poids légers en 1976 ; champion d'Espagne des poids welters en 1983 et met finalement un terme à sa carrière en 1987 sur un bilan de 82 victoires, 28 défaites et 15 matchs nuls.